# Bundesstraße 96b
Pour les articles homonymes, voir Route 96.
La Bundesstraße 96b est une Bundesstraße dans le Land de Mecklembourg-Poméranie-Occidentale et l'île de Rügen.

## Géographie
La route commence à Borchtitz sur la B 96 et se termine à la jonction du port de Sassnitz sur la route de campagne entre Sassnitz et Neu Mukran. Elle passe directement devant la station de transbordement de Mukran.
L'ensemble du parcours fait partie des routes européennes 22 et 251.